# 休達主教座堂

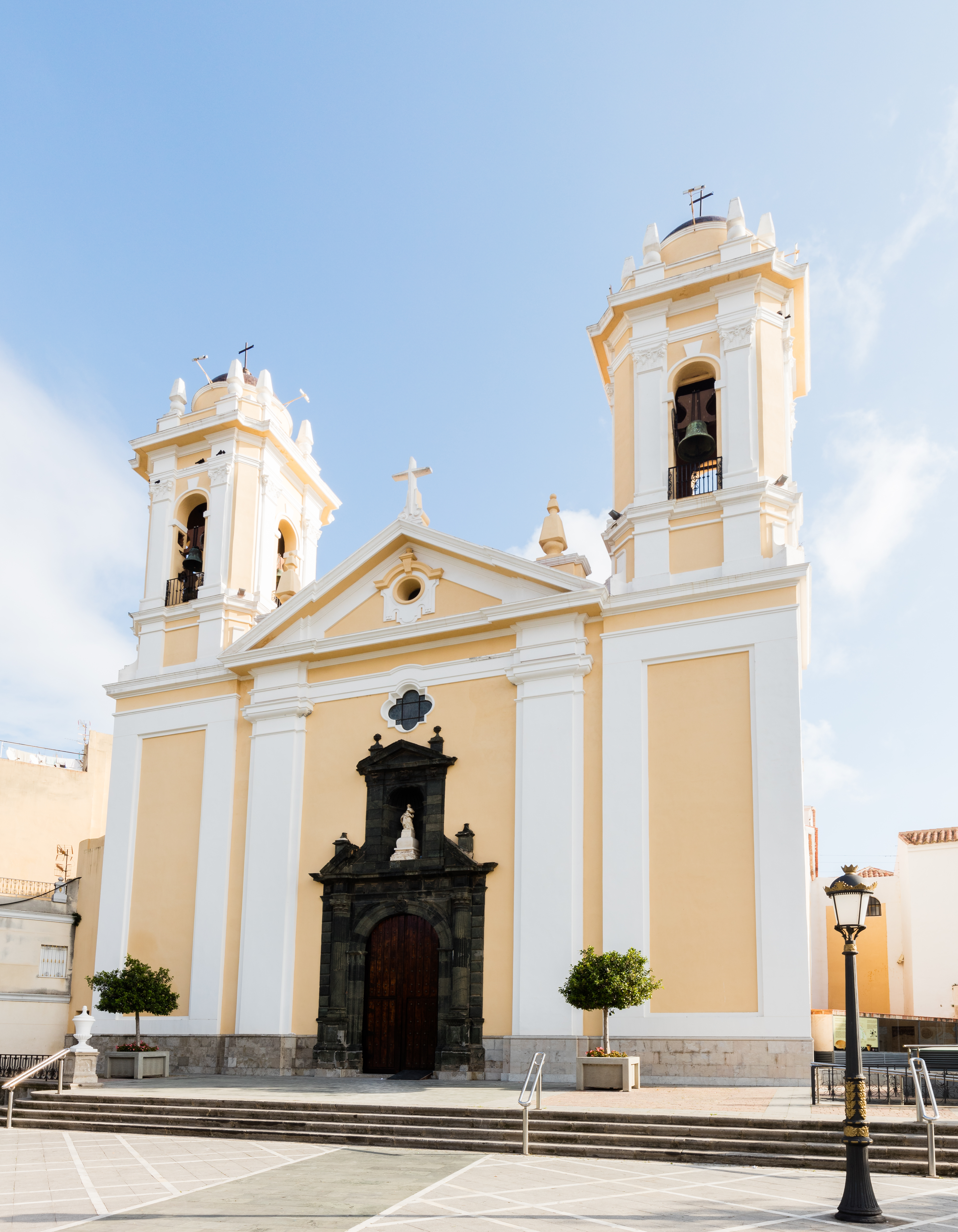
休達聖母升天主教座堂

休達聖母升天主教座堂（Catedral de Santa María de la Asunción）是位於西班牙城市休達的一座羅馬天主教的主教座堂。